# Pseudoarthromerus spurius
Pseudoarthromerus spurius is een hooiwagen uit de familie Sclerosomatidae.